# دمیتری آتباشیان
دمیتری آلکساندری آتباشیان (ارمنی: Դմիտրի Ալեքսանդրի Աթբաշյան؛  زادهٔ ۱۹۳۸ - درگذشته ۳ دسامبر ۲۰۲۰) خلبان اهل ارمنستان بود.

## زندگی‌نامه
وی در ۱۹۳۸ در سوخومی به دنیا آمد. همچنین برندهٔ جوایزی همچون نشان پرچم سرخ کار و مدال قدردانی شده است. وی در ۳ دسامبر ۲۰۲۰ در سن ۸۲ سالگی در ایروان درگذشت.